# Har Chocvim

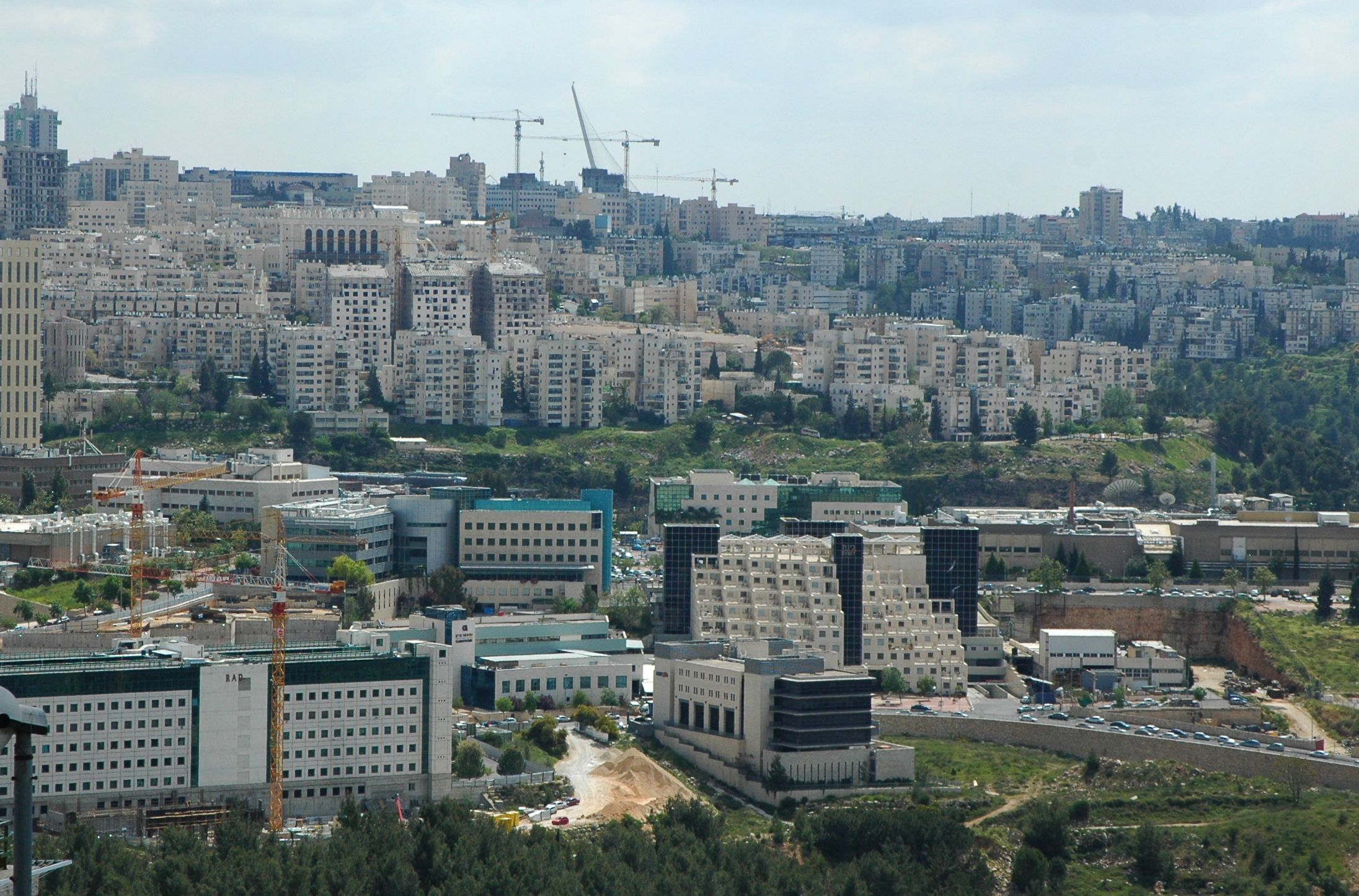
Har Chocvim

Har Chocvim (hebrejsky הר חוצבים) je průmyslová a technologická zóna v severozápadní části Jeruzaléma v Izraeli.

## Geografie
Leží v nadmořské výšce přes 700 metrů, cca 3,5 kilometru severozápadně od Starého Města. Na jihu s ní sousedí čtvrtě Kirjat Belz, Kirjat Sanz a Ezrat Tora, na východě Sanhedrija. Leží na dotyku se Zelenou linií, která do roku 1967 rozdělovala Jeruzalém. Severně odtud leží na teritoriu okupovaném Izraelem roku 1967 čtvrtě Ramot a Ramat Šlomo. Har Chocvim se nachází na nevýrazném terénním hřbetu, podél jehož jižní strany protéká vádí Nachal Chajil, na severu Nachal Cofim. Obě pak západně odtud ústí do údolí potoka Sorek. Okolím procházejí četné významné dopravní tahy. Ve východozápadním směru je to dálnice číslo 1. S ní se tu kříží lokální silnice číslo 436 (Sderot Golda Me'ir) a západní obchvat Jeruzaléma (Sderot Menáchem Begin). Populace čtvrti je židovská, ale jedná se především o trvale neobývané industriální areály.

## Dějiny
Počátem 70. let 20. století bylo rozhodnuto o zřízení zdejší průmyslové zóny. Zpočátku se zde usadily významné firmy jako Teva Pharmaceutical Industries a Intel. Zóna prošla opakovaným rozšiřováním. Spravuje ji The Jerusalem Development Authority. V současnosti zde kromě několika velkých společností působí i dalších téměř 100 menších firem. Výhledově zde má najít práci 15 000 lidí.

## Galerie

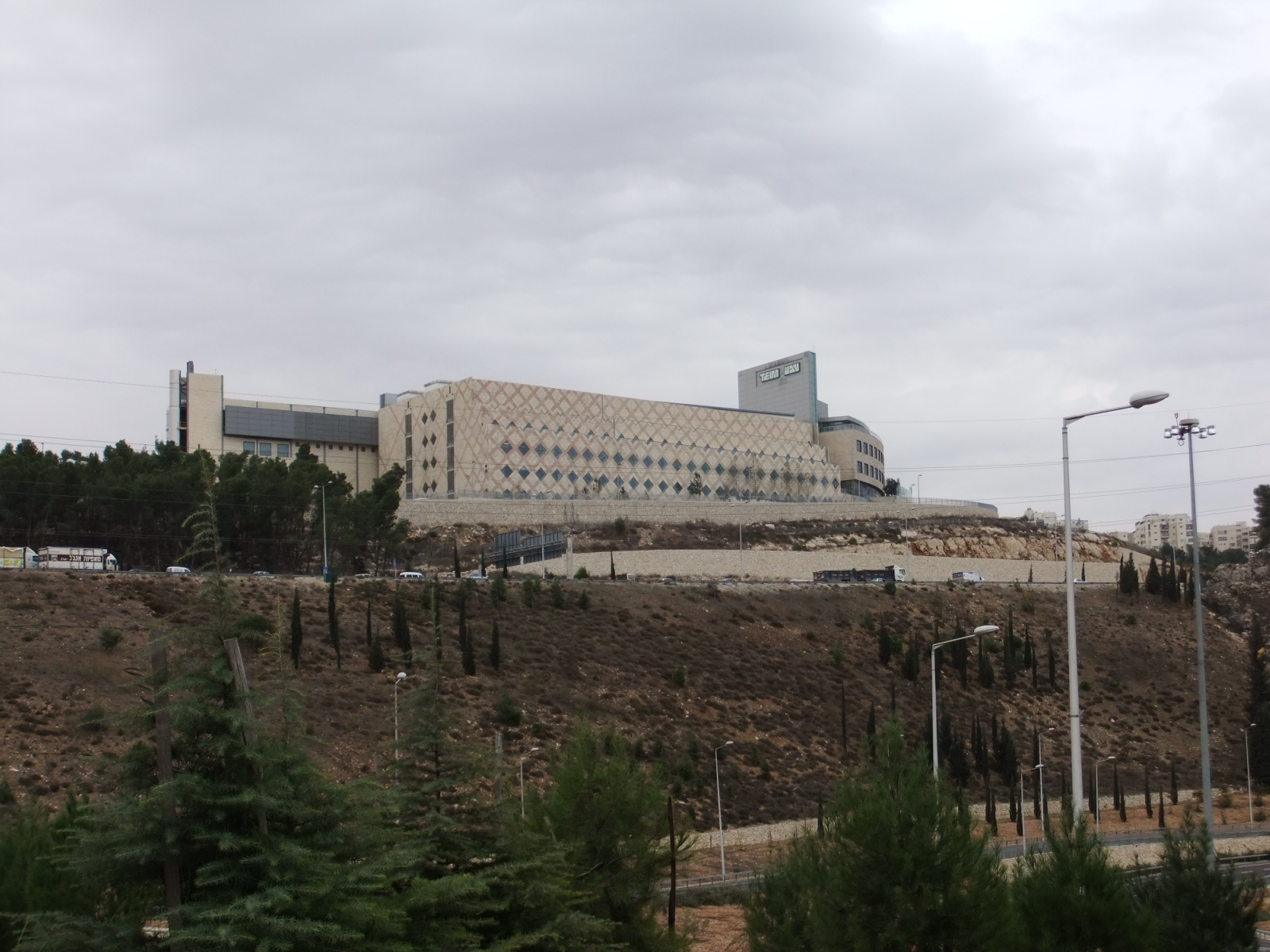
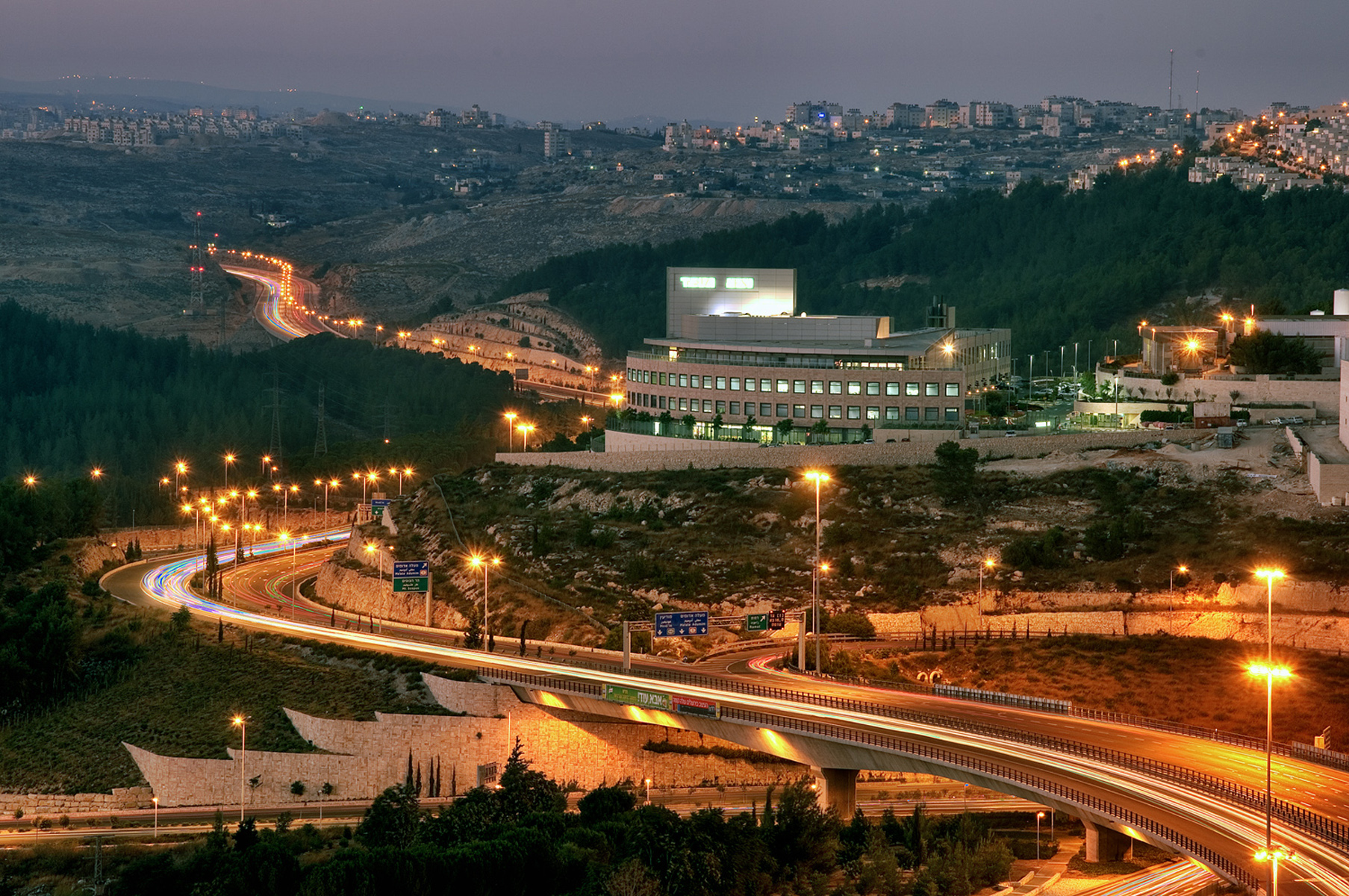
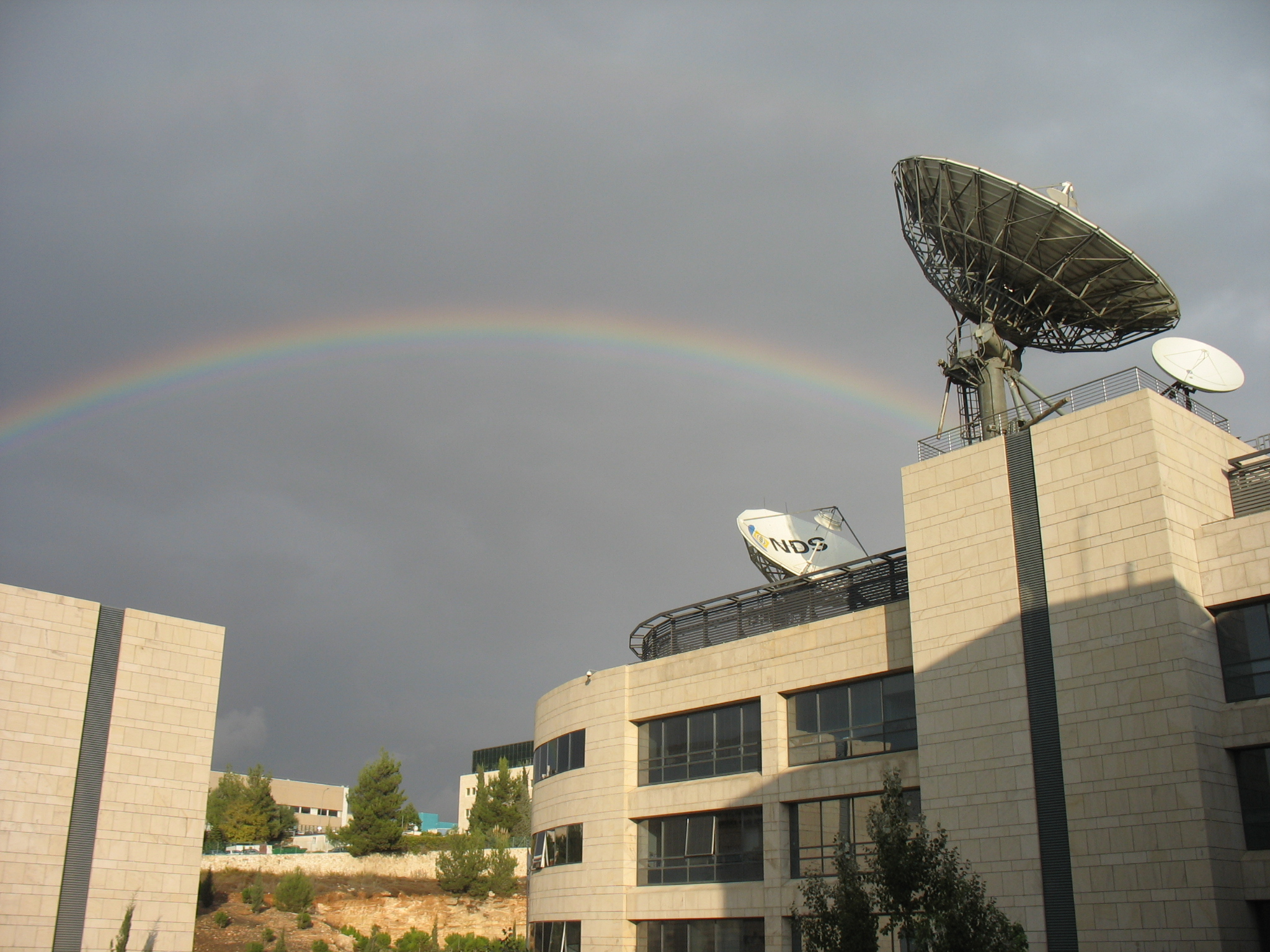
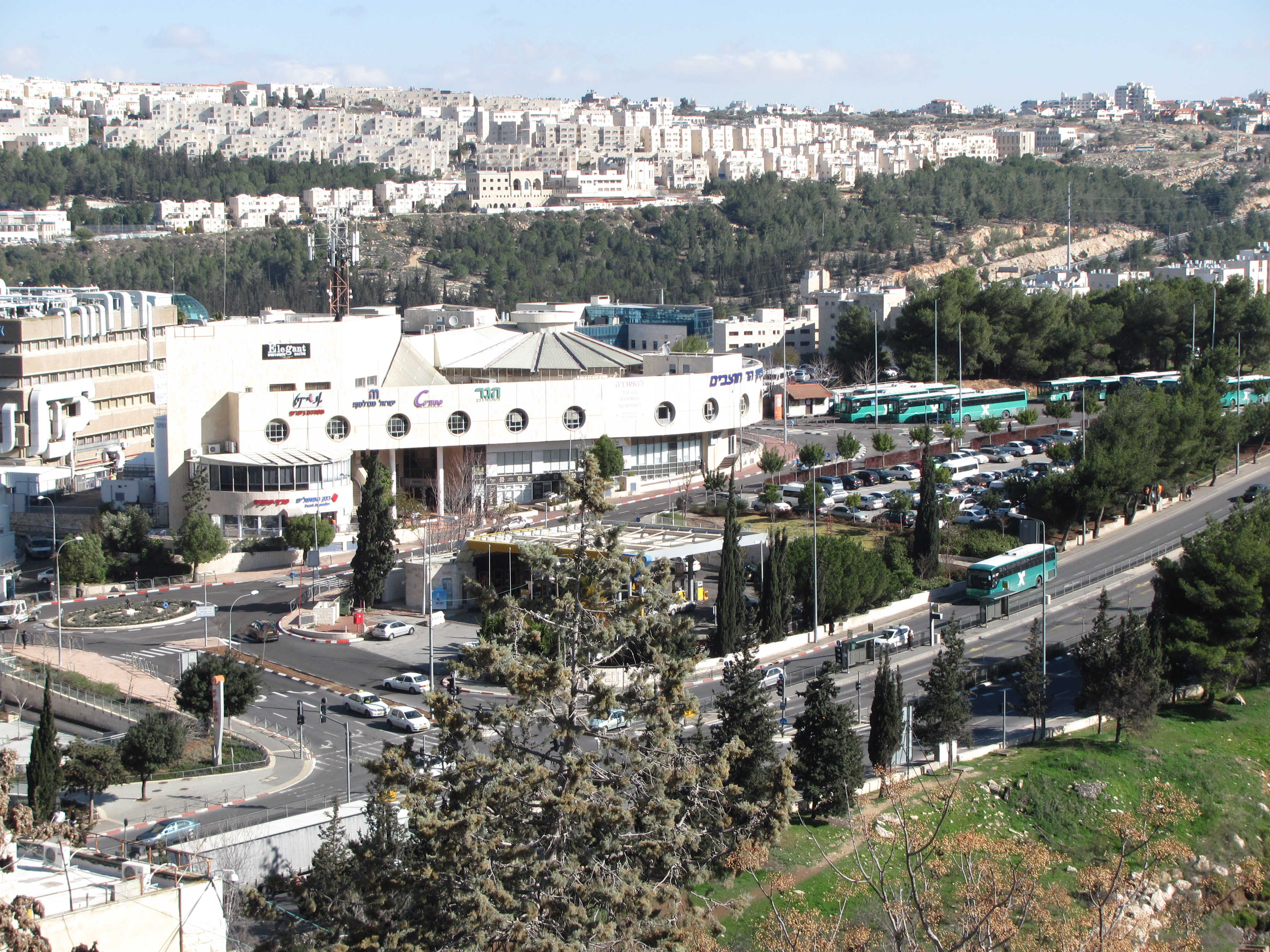